# 走裙婆妹仔屎
走裙婆妹仔屎，是流傳於中國雷州半島等地的兩人棋類。遊戲過程吃子時，玩家從己方原點開始喊：「裙！」，然後每動一格就喊一字，「婆！」、「妹！」、「仔！」、「屎！」，喊到最後一字時吃子，因而得名。

十三甲伯公廟走裙婆妹仔屎棋盤

## 棋具

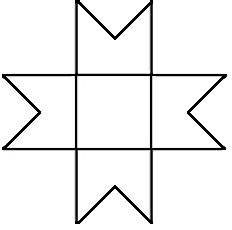
走裙婆妹仔屎

- 棋盤為五個正方格擺如十字型，外側四個方格的一邊皆朝中間方格的中心凹一角，共十六個棋點。

- 雙方各執五子，以顏色區分敵我。

## 棋規
- 棋子皆放在棋點，置於最靠近己方的方格的五個角點。

- 每人一著，棋子有兩種行動：
  - 一步移動：移至鄰近空棋點。每方的第一著只能執行此行動。
  - 四步吃子：移動正好四格至敵棋，方向可轉彎，路徑不得返折，不得穿過其他棋子，並將該棋移除遊戲。

- 將敵方全消滅獲勝。[1]

## 外部連結
- 棋盤照片[永久]